# Tonic Chabalala
Tonic Risimati Chabalala (Giyani, 25 aprile 1979) è un ex calciatore sudafricano, di ruolo difensore.

## Biografia
A fine carriera calcistica Chabalala è diventato imprenditore nel settore del commercio , e ha creato una fondazione per lo scouting di giovani calciatori nelle zone più povere di Malamuele.

## Carriera
Chabalala è stato un giocatore dell'Orlando Pirates nella Premier Soccer League dopo aver iniziato la carriera da professionista nei Dynamos.
Una delle sue prestazioni più note fu la sua marcatura strettissima di Collins Mbesuma nel derby di Soweto del 2005 contro i Kaizer Chiefs
Ha capitanato la squadra dell'Orlando Pirates arrivata nella semifinale del CAF Champions League del 2006.
Terminata la sua esperienza nell'Orlando Pirates, si trasferisce al Thanda Royal Zulu F.C.
Chiude la carriera con una stagione all'Hanover Park.